# Convertisseur thermoïonique
Un convertisseur thermoïonique est un générateur électrique de conception simple, produisant de l'électricité par émission thermoïonique. Dans un tel convertisseur, des électrons sont émis au niveau d'une électrode chauffée en direction d'une électrode plus froide à travers une barrière de potentiel afin de produire un courant électrique par conduction à travers un plasma entre les électrodes. Ce courant électrique a une intensité typiquement de plusieurs ampères par centimètre carré d'électrode émettrice et permet d'alimenter un système sous une tension typique de 0,5 à 1 V avec une efficacité énergétique de 5 à 20 % selon la température de l'émetteur (1 500 à 2 000 K) et le mode de fonctionnement.
En pratique, les convertisseurs thermoïoniques fonctionnent avec de la vapeur de césium entre les électrodes, car le césium est l'élément stable le plus facilement ionisable. Ceci conditionne les propriétés à la fois du plasma et des surfaces actives de ces convertisseurs. La caractéristique la plus notable de ce système est le travail de sortie, qui s'oppose à l'émission des électrons et représente leur énergie de vaporisation depuis l'électrode émettrice. Elle est déterminée par la couche d'atomes de césium adsorbés à la surface de cette électrode.
Plusieurs modes de fonctionnement sont possibles, selon que le plasma est auto-entretenu à haute température (~ 3 000 K) ou entretenu par injection dans un plasma plus froid de cations produits en dehors du dispositif ; bien d'autres réalisations techniques visent à maintenir le plasma entre les électrodes du convertisseur.